# Nelson Évora
Nelson Évora (* 20. April 1984 in Abidjan, Elfenbeinküste) ist ein portugiesischer Dreispringer und Olympiasieger.

## Leben

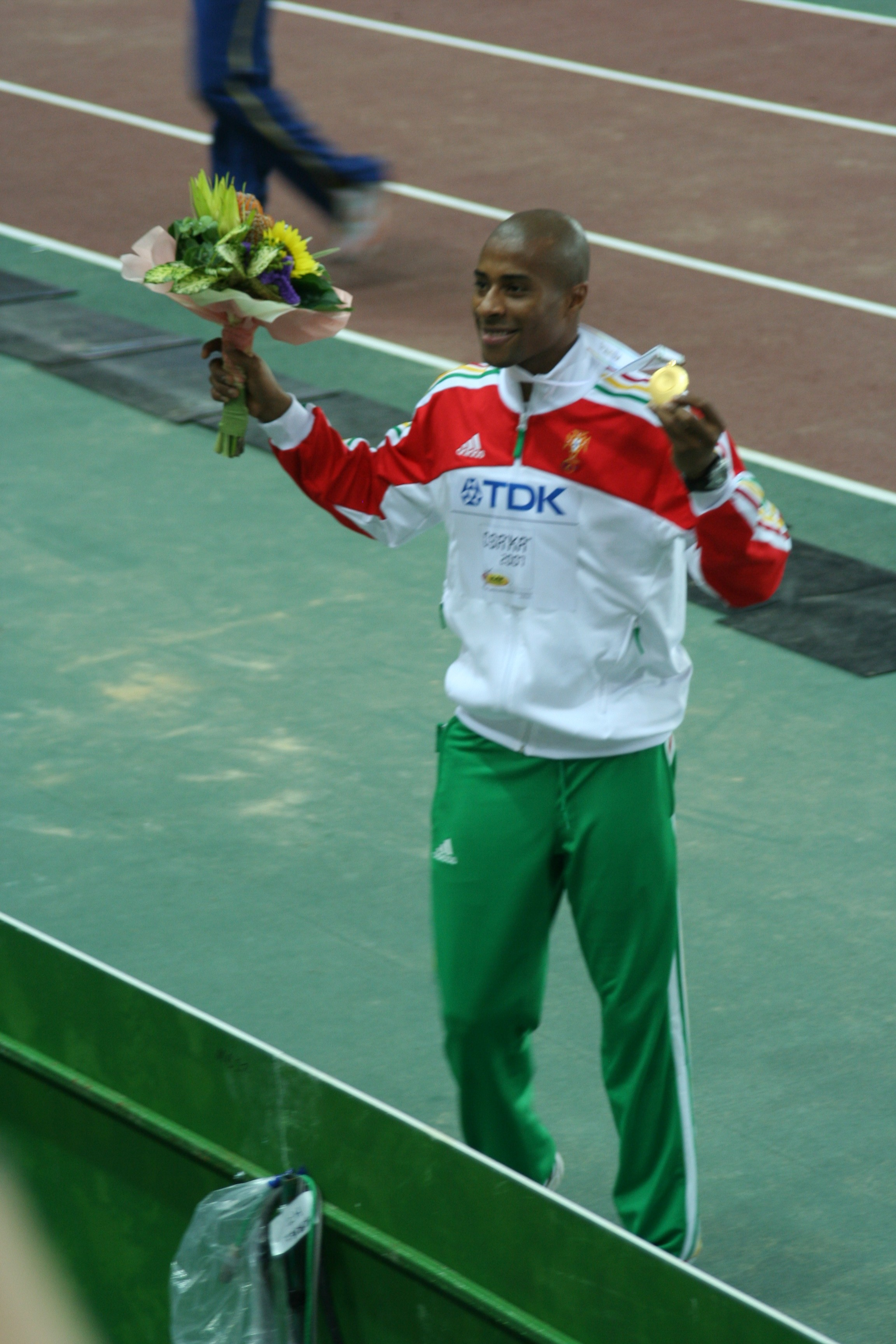
Nelson Évora nach dem Gewinn der Goldmedaille 2007 in Osaka

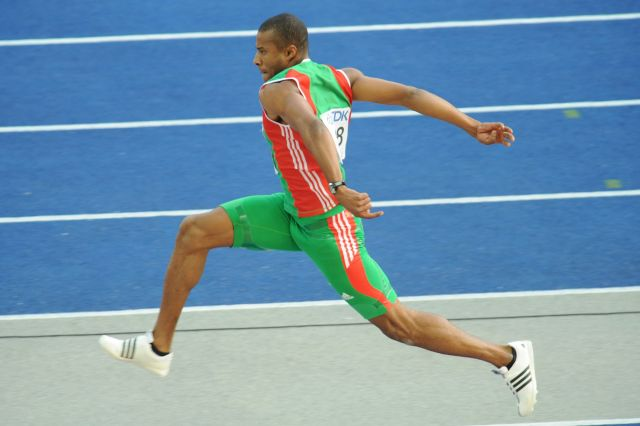
Nelson Évora bei den Weltmeisterschaften 2009 in Berlin

Évora wurde als Kind kapverdischer Eltern in der Elfenbeinküste geboren. Seine Eltern zogen mit ihm nach Portugal weiter, als er fünf Jahre alt war. Er hält die kapverdischen Rekorde im Weitsprung mit 7,57 m, aufgestellt im Mai 2002 in Lissabon, und im Dreisprung mit 16,15 m, aufgestellt im Juni 2001 in Braga. 2002 erhielt er dann die portugiesische Staatsbürgerschaft.
Bei den Junioreneuropameisterschaften 2003 in Tampere gewann er im Weitsprung mit 7,83 m und im Dreisprung mit 16,43 m. Bei den Olympischen Spielen 2004 in Athen konnte er sich als 40. der Qualifikation im Dreisprung nicht für das Finale qualifizieren. Ein Jahr später bei den Weltmeisterschaften in Helsinki scheiterte er als 14. knapp in der Qualifikation.
Seine erste Endkampfplatzierung bei großen internationalen Meisterschaften erreichte er in Moskau bei den Hallenweltmeisterschaften 2006. Mit 17,16 m wurde er Sechster im Dreisprung. Im Sommer bei den Europameisterschaften 2006 in Göteborg gelang ihm sowohl im Weitsprung als auch im Dreisprung die Finalteilnahme. Mit 7,91 m wurde er Sechster im Weitsprung, im Dreisprung wurde er mit 17,07 m Vierter, nachdem er in der Qualifikation mit 17,23 m zum dritten Mal in seiner Karriere den portugiesischen Landesrekord verbessert hatte. Im Finale hätten die 17,23 m für Silber hinter dem Schweden Christian Olsson ausgereicht. Zum Saisonausklang gewann er Gold bei den Jogos da Lusofonia 2006.
In Birmingham bei den Halleneuropameisterschaften 2007 wurde Évora mit 16,97 m Fünfter im Dreisprung. Bei den Weltmeisterschaften 2007 in Osaka wuchs er über sich hinaus. Mit dem Landesrekord von 17,74 m gewann er Gold vor dem Brasilianer Jadel Gregório und dem Titelverteidiger Walter Davis aus den USA. Nelson Évora ist nach Carlos Calado, der 2001 WM-Dritter im Weitsprung wurde, erst der zweite Portugiese, der eine WM-Medaille in einem Sprungwettbewerb gewinnen konnte. Mit einer Weite von 17,67 m wurde Évora bei den Olympischen Spielen 2008 in Peking Olympiasieger.
Bei den Weltmeisterschaften 2009 in Berlin gewann er die Silber- und bei den Weltmeisterschaften 2015 in Peking die Bronzemedaille.
Während der Eröffnungsfeier der Olympischen Sommerspiele 2020 war er gemeinsam mit der Judoka Telma Monteiro der Fahnenträger seiner Nation.
Évora ist 1,81 m groß, wiegt 64 kg und startet für Benfica Lissabon.

## Persönliche Bestleistungen
- Weitsprung: 8,10 m, 23. Juni 2007, Mailand
  - Halle: 8,08 m, 11. Februar 2006, Espinho
- Dreisprung: 17,74 m, 27. August 2007, Osaka
  - Halle: 17,33 m, 10. Februar 2008, Karlsruhe